# Премия Лоренса Оливье за лучшее исполнение роли второго плана
Премия Лоренса Оливье за лучшее исполнение роли второго плана (англ. Laurence Olivier Award for Best Performance in a Supporting Role) — британская награда, присуждаемая Театральным сообществом Лондона, в качестве признания профессиональных достижений в сфере театра. Была создана в 1976 году и переименована в 1984 году в честь великого британского актёра.
Данная номинация получила своё современное название в 2003 году, до этого она называлась «Лучшая роль второго плана». С 1977 по 1984 годы, с 1991 по 1995 годы, в 1997 году, с 2000 по 2002 годы, в 2010 и 2011 годах и c 2013 по 2020 годы номинация разделялась на две категории: «Лучшая мужская роль второго плана» и «Лучшая женская роль второго плана»; подобное разделение происходит, когда число выбранных номинантов превышает пять человек.
За все время существования премии ее получили 16 актёров и актрис. Актёр Майкл Брайант — абсолютный рекордсмен в номинации «Лучшая роль второго плана» и по количеству полученных наград, и по количеству номинаций: он является двукратным обладателем премии, а также трёхкратным номинантом на премию в данной категории.

## Победители и номинанты
В расположенных ниже таблицах находятся имена победителей и номинантов на премию Лоренса Оливье в категории «Лучшая роль второго плана».
| Значок | Значение                     |
| ------ | ---------------------------- |
| ★      | Выигравшие актёр или актриса |

### 1970-е
| Год  | Фотографии лауреатов | Актёр / Актриса                                                    | Название пьесы                                                | Оригинальное название пьесы                           | Роль                | Прим. |
| ---- | -------------------- | ------------------------------------------------------------------ | ------------------------------------------------------------- | ----------------------------------------------------- | ------------------- | ----- |
| 1976 |                      | Маргарет Кортни ★                                                  | «За отдельными столиками»                                     | Separate Tables                                       | Миссис Рейлтон-Белл | [ 1 ] |
| 1976 | Билл Фрейзер         | «Шут» / «Путешествие мсье Перришона» / «Двенадцатая ночь» / «Круг» | The Fool / M. Perrichon’s Travels/ Twelfth Night / The Circle | Адмирал Редсток / Фотограф / Тоби Белч / Лорд Портьюс |                     | [ 1 ] |
| 1976 | Тревор Пикок         | «Генрих IV», часть 1 и часть 2 / «Виндзорские насмешницы»          | Henry IV, Part 1 and Part 2 / The Merry Wives of Windsor      | Пойнс / Хью Эванс                                     |                     | [ 1 ] |
| 1976 | Андре Ван Гизегем    | «Генрих IV», часть 1 и часть 2 / «Гамлет»                          | Henry IV, Part 1 and Part 2 / Hamlet                          | Барон Тито Белькреди / Полоний                        |                     | [ 1 ] |

### 1980-е
| Год     | Фотографии лауреатов | Актёр / Актриса                                                           | Название пьесы                                                              | Оригинальное название пьесы                           | Роль                                         | Прим. |
| ------- | -------------------- | ------------------------------------------------------------------------- | --------------------------------------------------------------------------- | ----------------------------------------------------- | -------------------------------------------- | ----- |
| 1985    |                      | Имельда Стонтон ★                                                         | «Хор неодобрения» / «Кукуруза зеленая»                                      | A Chorus of Disapproval / The Corn is Green           | Ханна Ллевеллин / Бесси Уэтти                | [ 2 ] |
| 1985    | Мария Эйткин         | «Растрата»                                                                | Waste                                                                       | Фрэнсис Трибелл                                       |                                              | [ 2 ] |
| 1985    | Патриция Рутледж     | «Ричард III»                                                              | Richard III                                                                 | Королева Маргарита                                    |                                              | [ 2 ] |
| 1985    | Зои Уонамейкер       | «Мамаша Кураж и ее дети»                                                  | Mother Courage                                                              | Мамаша Кураж                                          |                                              | [ 2 ] |
| 1986    |                      | Пол Джессон ★                                                             | «Обычное сердце»                                                            | The Normal Heart                                      | Феликс                                       | [ 3 ] |
| 1986    | Джанет Дэйл          | «Виндзорские насмешницы» / «Отелло»                                       | The Merry Wives of Windsor / Othello                                        | Миссис Пейдж / Эмилия                                 |                                              | [ 3 ] |
| 1986    | Ники Хенсон          | «Как вам это понравится» / «Виндзорские насмешницы»                       | As You Like It / The Merry Wives of Windsor                                 | Тачстоун / Форд                                       |                                              | [ 3 ] |
| 1986    | Фиона Шоу            | «Как вам это понравится» / «Мефисто»                                      | As You Like It / Mephisto                                                   | Селия / Эрика Брукнер                                 |                                              | [ 3 ] |
| 1987    |                      | Майкл Брайант ★                                                           | «Король Лир» / «Антоний и Клеопатра»                                        | King Lear / Antony and Cleopatra                      | Шут / Евфроний                               | [ 4 ] |
| 1987    | Робин Бэйли          | «Отцы и дети»                                                             | Fathers and Sons                                                            | Василий Иванович Базаров                              |                                              | [ 4 ] |
| 1987    | Дайан Булл           | «Куча денег»                                                              | Tons of Money                                                               | Луиз Аллингтон                                        |                                              | [ 4 ] |
| 1987    | Шейла Рид            | «Когда я была маленькой, я кричала и плакала»                             | When I was a Girl I Used to Scream and Shout                                | Мораг                                                 |                                              | [ 4 ] |
| 1988    |                      | Айлин Эткинс ★                                                            | «Цимбелин» / «Зимняя сказка» / «Горский язык»                               | Cymbeline / The Winter’s Tale / Mountain Language     | Королева / Паулина / Пожилая женщина         | [ 5 ] |
| 1988    | Руди Дейвис          | «Душа поэта»                                                              | A Touch of the Poet                                                         | Сара Мелоди                                           |                                              | [ 5 ] |
| 1988    | Серена Эванс         | «Впредь…»                                                                 | Henceforward…                                                               | Зоуи                                                  |                                              | [ 5 ] |
| 1988    | Тони Хейгарт         | «Буря»                                                                    | The Tempest                                                                 | Тринкуло                                              |                                              | [ 5 ] |
| 1989—90 |                      | Майкл Брайант ★                                                           | «Гамлет» / «Наследство Войси» / «В погоне за демоном»                       | Hamlet / The Voysey Inheritance / Racing Demon        | Полоний / Пизи / Преподобный Гарри Хендерсон | [ 6 ] |
| 1989—90 | Линда Керр Скотт     | «Гетто»                                                                   | Ghetto                                                                      | Джиган                                                |                                              | [ 6 ] |
| 1989—90 | Саймон Расселл Бил   | «Раб моды» / «Реставрация» / «Игра с поездами» / «Американцы за границей» | The Man of Mode / Restoration / Playing with Trains / Some Americans Abroad | Сэр Фоплинг Флаттер / Лорд Эар / Дэнни / Генри Макнил |                                              | [ 6 ] |
| 1989—90 | Зои Уонамейкер       | «Отелло»                                                                  | Othello                                                                     | Эмилия                                                |                                              | [ 6 ] |

### 1990-е
| Год  | Фотографии лауреатов | Актёр / Актриса                  | Название пьесы                     | Оригинальное название пьесы | Роль    | Прим. |
| ---- | -------------------- | -------------------------------- | ---------------------------------- | --------------------------- | ------- | ----- |
| 1996 |                      | Саймон Расселл Бил ★             | «Вольпоне»                         | Volpone                     | Моска   | [ 7 ] |
| 1996 | Джеральдин Макьюэн   | «Так поступают в свете»          | The Way of the World               | Леди Уишфорт                |         | [ 7 ] |
| 1996 | Бен Чапмен           | «Стеклянный зверинец»            | The Glass Menagerie                | Джим О’Коннор               |         | [ 7 ] |
| 1996 | Клэр Скиннер         | «Стеклянный зверинец»            | The Glass Menagerie                | Лора Уингфилд               |         | [ 7 ] |
| 1998 |                      | Сара Вудворд ★                   | «Том и Клем»                       | Tom & Clem                  | Китти   | [ 8 ] |
| 1998 | Рональд Пикап        | «Точка зрения Эми»               | Amy’s View                         | Фрэнк Одди                  |         | [ 8 ] |
| 1998 | Майкл Брайант        | «Король Лир»                     | King Lear                          | Шут                         |         | [ 8 ] |
| 1998 | Пол Рис              | «Король Лир»                     | King Lear                          | Эдгар                       |         | [ 8 ] |
| 1999 |                      | Брендан Койл ★                   | «Плотина»                          | The Weir                    | Брендан | [ 9 ] |
| 1999 | Эмма Филдинг         | «Школа злословия»                | The School for Scandal             | Леди Тизли                  |         | [ 9 ] |
| 1999 | Адам Годли           | «Клео, Кэмпинг, Эммануэль и Дик» | Cleo, Camping, Emmanuelle and Dick | Кеннет                      |         | [ 9 ] |
| 1999 | Майкл Шин            | «Амадей»                         | Amadeus                            | Вольфганг Амадей Моцарт     |         | [ 9 ] |

### 2000-е
| Год  | Фотографии лауреатов | Актёр / Актриса                    | Название пьесы              | Оригинальное название пьесы | Роль                | Прим.  |
| ---- | -------------------- | ---------------------------------- | --------------------------- | --------------------------- | ------------------- | ------ |
| 2003 |                      | Эсси Дэвис ★                       | «Трамвай „Желание“»         | A Streetcar Named Desire    | Стелла Ковальски    | [ 10 ] |
| 2003 | Джессика Хайнс       | «Ночная цапля»                     | The Night Heron             | Болла                       |                     | [ 10 ] |
| 2003 | Марк Стронг          | «Двенадцатая ночь»                 | Twelfth Night               | Орсино                      |                     | [ 10 ] |
| 2003 | Шан Томас            | «Хватайте всё»                     | Up for Grabs                | Дон                         |                     | [ 10 ] |
| 2004 |                      | Уоррен Митчелл ★                   | «Цена»                      | The Price                   | Грегори Соломон     | [ 11 ] |
| 2004 | Джо Диксон           | «Римский актёр»                    | The Roman Actor             | Пэрис                       |                     | [ 11 ] |
| 2004 | Оливер Форд Дэвис    | «Без сомнений! (Возможно)»         | Absolutely! (Perhaps)       | Лодизи                      |                     | [ 11 ] |
| 2004 | Пол Хилтон           | «Траур к лицу Электре»             | Mourning Becomes Electra    | Орин                        |                     | [ 11 ] |
| 2005 |                      | Аманда Харрис ★                    | «Отелло»                    | Othello                     | Эмилия              | [ 12 ] |
| 2005 | Сэмюэл Барнетт       | «Любители истории»                 | The History Boys            | Познер                      |                     | [ 12 ] |
| 2005 | Джуди Денч           | «Всё хорошо, что хорошо кончается» | All’s Well that Ends Well   | Графиня Руссильонская       |                     | [ 12 ] |
| 2005 | Эдди Редмэйн         | «Коза, или Кто такая Сильвия?»     | The Goat, or Who Is Sylvia? | Билли                       |                     | [ 12 ] |
| 2006 |                      | Нома Думезвени ★                   | «Изюм на солнце»            | A Raisin in the Sun         | Рут Янгер           | [ 13 ] |
| 2006 | Дэвид Брэдли         | «Генрих IV», часть 1 и часть 2     | Henry IV, Part 1 and Part 2 | Генрих IV                   |                     | [ 13 ] |
| 2006 | Бенедикт Камбербэтч  | «Гедда Габлер»                     | Hedda Gabler                | Йорган Тесман               |                     | [ 13 ] |
| 2006 | Энн Рид              | «Эпитафия для Джорджа Диллона»     | Epitaph for George Dillon   | Кейт Эллиот                 |                     | [ 13 ] |
| 2006 | Пол Риттер           | «Мальчик из приюта Корама»         | Coram Boy                   | Отис Гардинер               |                     | [ 13 ] |
| 2007 |                      | Джим Нортон ★                      | «Моряк»                     | The Seafarer                | Ричард Харкин       | [ 14 ] |
| 2007 | Саманта Бонд         | «Долгое время»                     | Donkey’s Years              | Розмари                     |                     | [ 14 ] |
| 2007 | Дебора Финдли        | «Надрез»                           | The Cut                     | Сьюзан                      |                     | [ 14 ] |
| 2007 | Марк Хэдфилд         | «Тереза Ракен»                     | Thérèse Raquin              | Гриве                       |                     | [ 14 ] |
| 2007 | Колм Мини            | «Луна для пасынков судьбы»         | A Moon for the Misbegotten  | Фил                         |                     | [ 14 ] |
| 2008 |                      | Рори Киннир ★                      | «Раб моды»                  | The Man of Mode             | Сэр Фоплинг Флаттер | [ 15 ] |
| 2008 | Мишель Фэйрли        | «Отелло»                           | Othello                     | Эмилия                      |                     | [ 15 ] |
| 2008 | Пэм Феррис           | «Конферансье»                      | The Entertainer             | Фиби Райс                   |                     | [ 15 ] |
| 2008 | Конлет Хилл          | «Мещане»                           | Philistines                 | Тетерев                     |                     | [ 15 ] |
| 2009 |                      | Патрик Стюарт ★                    | «Гамлет»                    | Hamlet                      | Клавдий / Призрак   | [ 16 ] |
| 2009 | Оливер Форд Дэвис    | «Гамлет»                           | Hamlet                      | Полоний                     |                     | [ 16 ] |
| 2009 | Кевин Макнелли       | «Иванов»                           | Ivanov                      | Лебедев                     |                     | [ 16 ] |
| 2009 | Пол Риттер           | «Завоевания Нормана»               | The Norman Conquests        | Рег                         |                     | [ 16 ] |

### 2010-е
| Год  | Фотографии лауреатов | Актёр / Актриса             | Название пьесы       | Оригинальное название пьесы | Роль                         | Прим.  |
| ---- | -------------------- | --------------------------- | -------------------- | --------------------------- | ---------------------------- | ------ |
| 2012 |                      | Шеридан Смит ★              | «Огни на старте»     | Flare Path                  | Дорис, графиня Скрижевинская | [ 17 ] |
| 2012 | Марк Эдди            | «Соавторы»                  | Collaborators        | Владимир                    |                              | [ 17 ] |
| 2012 | Оливер Крис          | «Один слуга, два господина» | One Man, Two Guvnors | Стэнли Стабберс             |                              | [ 17 ] |
| 2012 | Джонни Флинн         | «Иерусалим»                 | Jerusalem            | Ли                          |                              | [ 17 ] |
| 2012 | Брайони Ханна        | «Детский час»               | The Children’s Hour  | Мэри Тилфорд                |                              | [ 17 ] |

## Статистика

### Лауреаты нескольких наград
| 1987    | Майкл Брайант | Шут / Евфроний                               | «Король Лир» / «Антоний и Клеопатра»                  | King Lear / Antony and Cleopatra               |
| 1989—90 | Майкл Брайант | Полоний / Пизи / Преподобный Гарри Хендерсон | «Гамлет» / «Наследство Войси» / «В погоне за демоном» | Hamlet / The Voysey Inheritance / Racing Demon |

### Многократные номинанты на премию
В таблицах полужирным золотым шрифтом отмечены годы, в которые номинанты становились обладателями премии.

| Актёр / Актриса       | Годы номинации        |
| Трёхкратные номинанты | Трёхкратные номинанты |
| --------------------- | --------------------- |
| • Майкл Брайант       | 1987, 1989—90, 1998   |

| Актёр / Актриса      | Годы номинации       |
| Двукратные номинанты | Двукратные номинанты |
| -------------------- | -------------------- |
| • Зои Уонамейкер     | 1985, 1989—90        |
| • Оливер Форд Дэвис  | 2004, 2009           |
| • Пол Риттер         | 2006, 2009           |
| • Саймон Расселл Бил | 1989—90, 1996        |